# El Mirador, Taxco de Alarcón
El Mirador är en ort i Mexiko.   Den ligger i kommunen Taxco de Alarcón och delstaten Guerrero, i den sydöstra delen av landet, 100 km söder om huvudstaden Mexico City. El Mirador ligger 1 194 meter över havet och antalet invånare är 331.
Terrängen runt El Mirador är lite bergig. Runt El Mirador är det ganska tätbefolkat, med 160 invånare per kvadratkilometer. Närmaste större samhälle är Taxco de Alarcón, 12,6 km sydväst om El Mirador. I omgivningarna runt El Mirador växer huvudsakligen savannskog.